# 白马原遗址
白马原遗址，位于中国甘肃省庆阳市西峰区，为一个省级文物保护单位，类型为古遗址。
白马原遗址的历史年代为新石器时代。